# Вертсборо (Нью-Йорк)
Вертсборо (англ. Wurtsboro) — селище (англ. village) в США, в окрузі Салліван штату Нью-Йорк. Населення — 1124 особи (2020).

## Географія
Вертсборо розташоване за координатами 41°34′35″ пн. ш. 74°29′9″ зх. д. / 41.57639° пн. ш. 74.48583° зх. д. (41.576326, -74.485846).  За даними Бюро перепису населення США в 2010 році селище мало площу 3,28 км², уся площа — суходіл.

## Демографія
Згідно з переписом 2010 року, у селищі мешкало 1246 осіб у 547 домогосподарствах у складі 325 родин. Густота населення становила 380 осіб/км².  Було 641 помешкання (195/км²).
Расовий склад населення:
| - 88,7 % — білих - 4,0 % — чорних або афроамериканців - 1,4 % — азіатів - 0,7 % — корінних американців - 2,6 % — осіб інших рас |

До двох чи більше рас належало 2,6 %. Частка іспаномовних становила 8,9 % від усіх жителів.
За віковим діапазоном населення розподілялося таким чином: 21,2 % — особи молодші 18 років, 63,2 % — особи у віці 18—64 років, 15,6 % — особи у віці 65 років та старші. Медіана віку мешканця становила 44,4 року. На 100 осіб жіночої статі у селищі припадало 89,1 чоловіків;  на 100 жінок у віці від 18 років та старших — 85,6 чоловіків також старших 18 років.
Середній дохід на одне домашнє господарство  становив 65 174 долари США (медіана — 52 574), а середній дохід на одну сім'ю — 77 074 долари (медіана — 66 852). Медіана доходів становила 55 357 доларів для чоловіків та 36 875 доларів для жінок. За межею бідності перебувало 16,7 % осіб, у тому числі 36,5 % дітей у віці до 18 років та 0,0 % осіб у віці 65 років та старших.
Цивільне працевлаштоване населення становило 576 осіб. Основні галузі зайнятості: роздрібна торгівля — 28,1 %, освіта, охорона здоров'я та соціальна допомога — 15,1 %, публічна адміністрація — 9,7 %, науковці, спеціалісти, менеджери — 7,8 %.